# Boswijk (Lelystad)
De Boswijk is een stadsdeel van de Nederlandse stad Lelystad. Het stadsdeel heeft een oppervlakte van 2,7 km² en heeft 8224 en 8225 als postcode. In de Boswijk woonden in 2013 in totaal 10.985 mensen, waarvan 5520 mannen en 5464 vrouwen.

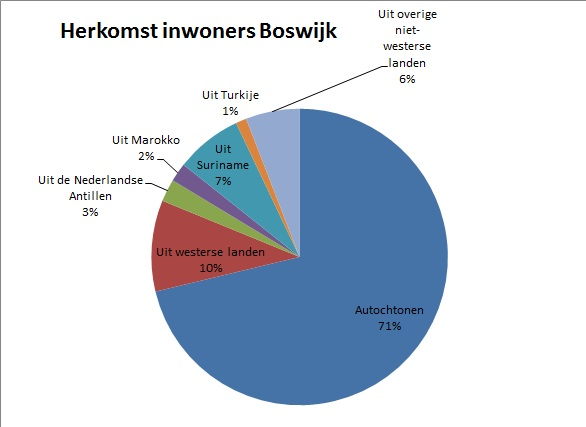
Herkomst bevolking Boswijk

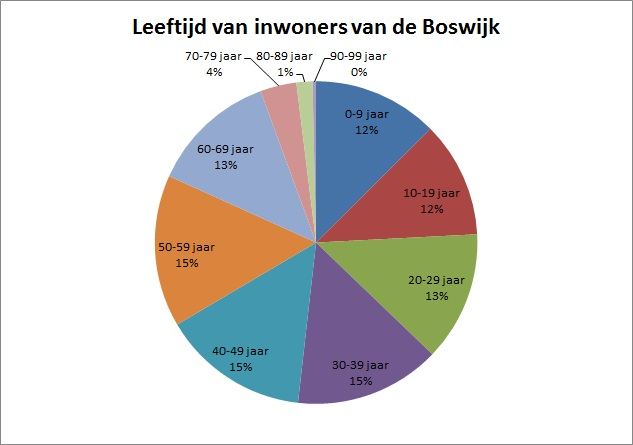
Leeftijd van inwoners van de Boswijk

1. 1 2  Tabel: Bevolking; maandcijfers per gemeente en overige regionale indelingen, 1 januari 2023, Centraal Bureau voor de Statistiek, Voorburg/Heerlen